# 격자 곱셈
격자 곱셈은 격자를 사용하여 두 개의 다자리 수를 곱하는 곱셈 방법이다. 이탈리아식, 중국식, 중국 격자, 겔로시아 곱셈, 체 곱셈, 샤바크, 대각선 또는 베네치아 제곱으로도 알려져 있다. 일반적으로 사용되는 긴 곱셈 알고리즘과 수학적으로 동일하지만, 프로세스를 더 작은 단계로 나누어 일부 실무자가 사용하기 더 쉽다고 생각한다. 이 방법은 이미 중세 시대에 생겨났으며, 수세기 동안 여러 다른 문화에서 사용되었다. 오늘날에도 특정 교과 과정에서 가르치고 있다.

## 방법
격자를 그리고 각 셀을 대각선으로 나눈다. 계산할 곱의 두 피승수는 각각 격자의 상단과 오른쪽에 쓰여지며, 첫 번째 피승수(왼쪽에서 오른쪽으로 쓰여진 숫자)의 경우 열당 한 자릿수씩, 두 번째 피승수(위에서 아래로 쓰여진 숫자)의 경우 오른쪽으로 행당 한 자릿수씩 쓰여진다. 그런 다음 격자의 각 셀은 열과 행 자릿수의 곱으로 채워진다.
예를 들어, 58과 213을 곱하는 경우를 고려한다. 변에 피승수를 쓴 후, 왼쪽 위 셀부터 시작하여 각 셀을 고려한다. 이 경우 열 숫자는 5이고 행 숫자는 2이다. 대각선 위에 숫자 1, 대각선 아래에 숫자 0을 두고 셀에 곱인 10을 쓴다(1단계 그림 참조).
단순곱에서 10의 자리에 숫자가 없는 경우, 0으로 간단히 채운다.

1단계

모든 셀을 이런 방식으로 채운 후, 각 대각선의 숫자를 합산하여 오른쪽 아래 대각선에서 왼쪽 위 대각선까지 작업한다. 각 대각선 합은 대각선이 끝나는 곳에 적는다. 합에 숫자가 두 개 이상 포함된 경우, 10의 자리 값이 다음 대각선으로 넘어간다(2단계 참조).

2단계

숫자는 그리드의 왼쪽과 아래쪽에 채워지고, 답은 아래로(왼쪽) 그리고 가로로(아래) 읽은 숫자이다. 표시된 예에서 58과 213을 곱한 결과는 12354이다.

3단계

## 십진 분수 곱셈
격자 곱셈은 십진 분수 곱셈에도 사용할 수 있다. 예를 들어, 5.8을 2.13으로 곱하는 과정은 이전 섹션에서 설명한 대로 58을 213으로 곱하는 과정과 같다. 최종 답에서 소수점 위치를 찾으려면 5.8의 소수점에서 수직선을 그리고 2.13의 소수점에서 수평선을 그릴 수 있다. (4단계의 그림 참조) 그런 다음 이 두 선의 교차점을 통과하는 격자 대각선이 결과에서 소수점 위치를 결정한다. 표시된 예에서 5.8과 2.13을 곱한 결과는 12.354이다.

4단계

## 역사

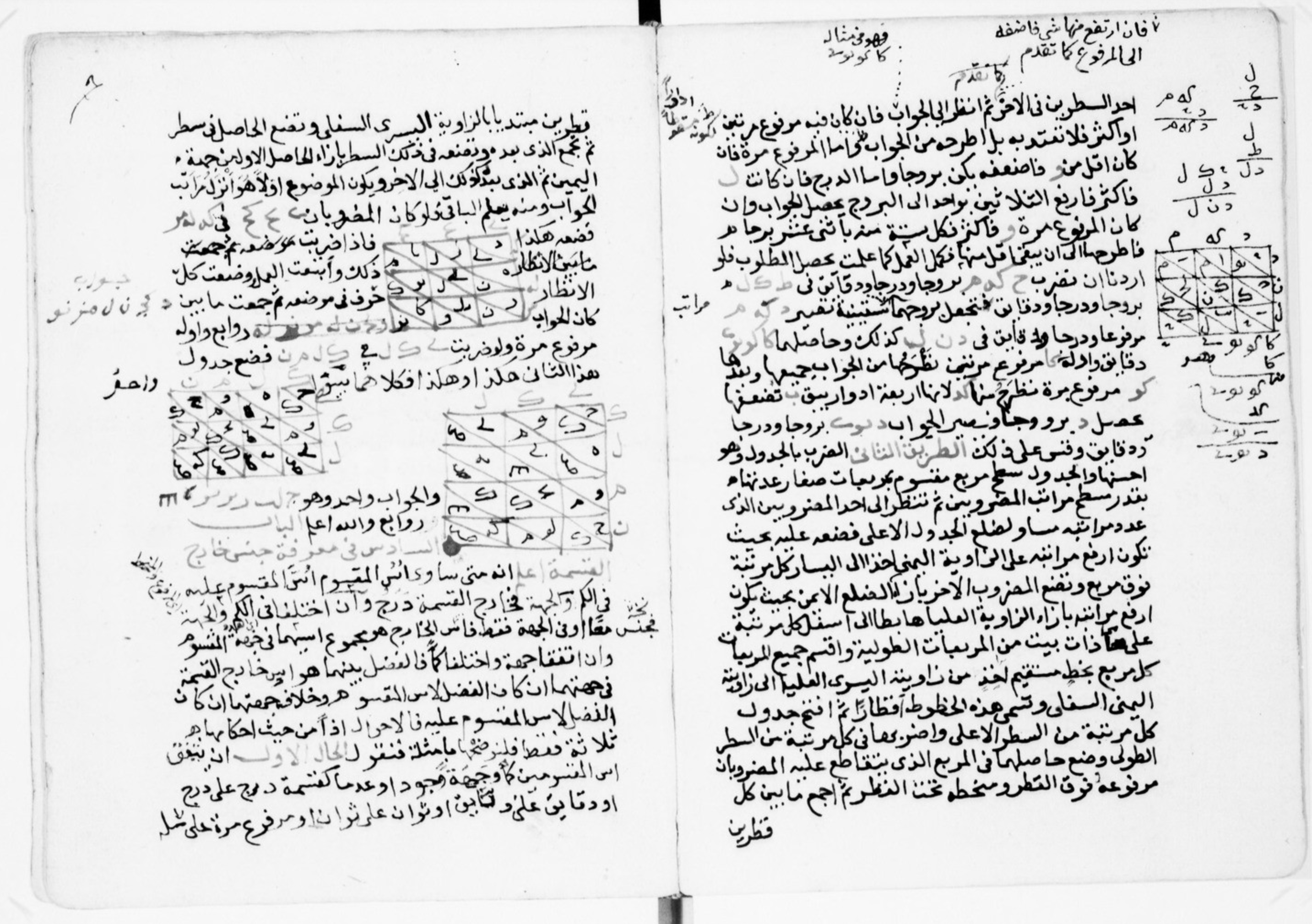
프랑스 국립도서관의 사본 "의로운 자는 경배받을 만한 자들이다(Raqāʾiq al-ḥaqāʾiq fī ḥisāb ad-daraj wa-d-daqāʾiq)"의 9v 및 10r 폴리오에는 고대 아랍 숫자로 된 격자 곱셈이 표시되어 있다.

격자 곱셈은 역사적으로 많은 문화에서 사용되었지만, 격자 방법과 매우 유사한 '카팟-산디'라는 방법이 바스카라차리아의 12세기 인도 수학 책 '릴라바티'에 대한 해설에서 언급되어 있다. 그것이 처음 어디에서 발생했는지, 세계의 여러 지역에서 독립적으로 발전했는지에 대한 연구가 진행 중이다. 격자 곱셈이 사용된 가장 빠른 기록의 예:
- 아랍 수학에서, 13세기 후반 마그레브의 이븐반나 마라쿠시가 《산술 연산 요약(Talkhīṣ a‘māl al-ḥisāb)》에서 사용.
- 유럽 수학에서, 1300년대 영국의 미상의 저자가 라틴어 논문 《공통 철학 회의록에 관한 논문(Tractatus de minutis philosophicis et vulgaribus)》에서 사용
- 중국 수학에서, 오경(吳敬)이 1450년에 간행한 《구장상주비유산법대전(九章詳註比類算法大全)》에서 사용.

수학자이자 교육자인 데이비드 유진 스미스는 격자 곱셈이 중동에서 이탈리아로 전파되었다고 주장했다. 이 점은 아랍어로 이 방법을 의미하는 '샤바크'가 이탈리아어로 이 방법을 의미하는 '겔로시아'와 같은 의미, 즉 창문의 금속 격자나 창살을 의미한다는 사실에서 더욱 뒷받침된다.

## 같이 보기
- 네이피어의 뼈